# Občina Ribnica na Pohorju
Občina Ribnica na Pohorju je ena od občin v Republiki Sloveniji. Leži na severno-zahodnem delu predalpske planote Pohorje.
Sodi v Koroško statistično regijo. 

## Naselja v občini
Hudi Kot, Josipdol, Ribnica na Pohorju, Zgornja Orlica, Zgornji Janževski Vrh, Zgornji Lehen na Pohorju